# 9K114 Shturm

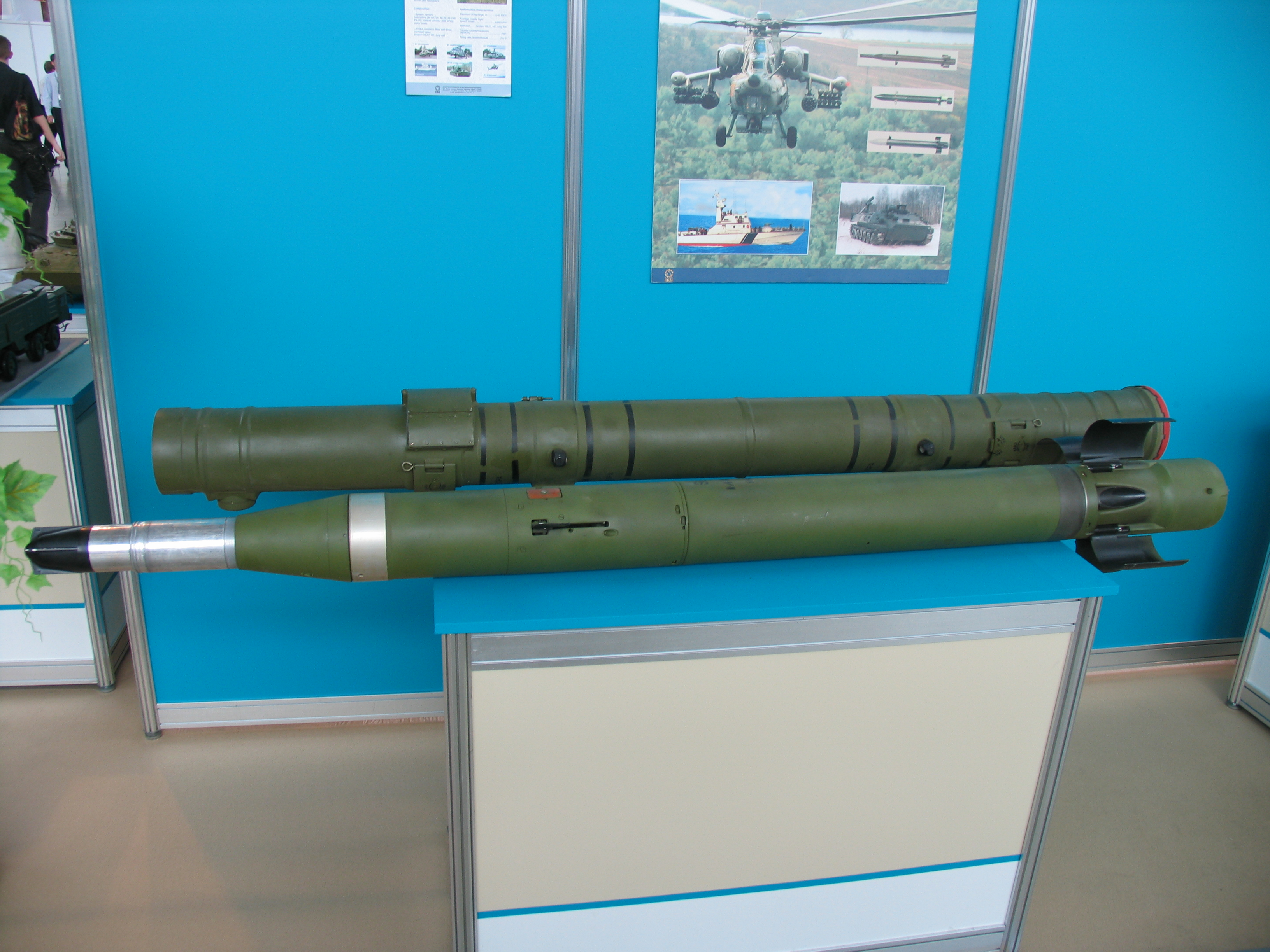
Tên lửa Shturm được trưng bày.

9K114 Shturm (tiếng Nga: 9К114 «Штурм»;"shturm"nghĩa là cuộc tấn công ồ ạt (xung kích) trong tiếng Anh) là một tổ hợp tên lửa chống tăng dẫn hướng vô tuyến SACLOS của Liên Xô. Nó có tên theo phân loại của GRAU là 9K114. Tên phân loại của NATO là AT-6 Spiral. Tổ hợp này cũng còn có một tên gọi khác là 9M114 Kokon (Cocoon).

## Phát triển
Tổ hợp 9K114 được phát triển bởi Phòng thiết kế máy Kolomna—đây cũng là nơi đã thiết kế chế tạo ra các loại tên lửa chống tăng 3M6 Shmel (AT-1 Snapper) và 9M14 Malyutka (AT-3 Sagger). Công việc bắt đầu vào năm 1967, với hi vọng sử dụng tổ hợp này cho trực thăng Mi-24. Tuy nhiên việc chậm trễ đã xảy ra do Kolomna phải thiết kế một tổ hợp Falanga nâng cấp (3M11 Falanga - AT-2 Swatter) sử dụng hệ dẫn hướng SACLOS nhằm thay thế phiên bản cũ. Việc thử nghiệm của tổ hợp hoàn thành vào năm 1974 và chấp nhận trang bị năm 1976. Tổ hợp 9K114 không có vũ khí tương ứng trực tiếp từ phương Tây, loại vũ khí gần giống nó nhất là AGM-114 Hellfire.

## Miêu tả

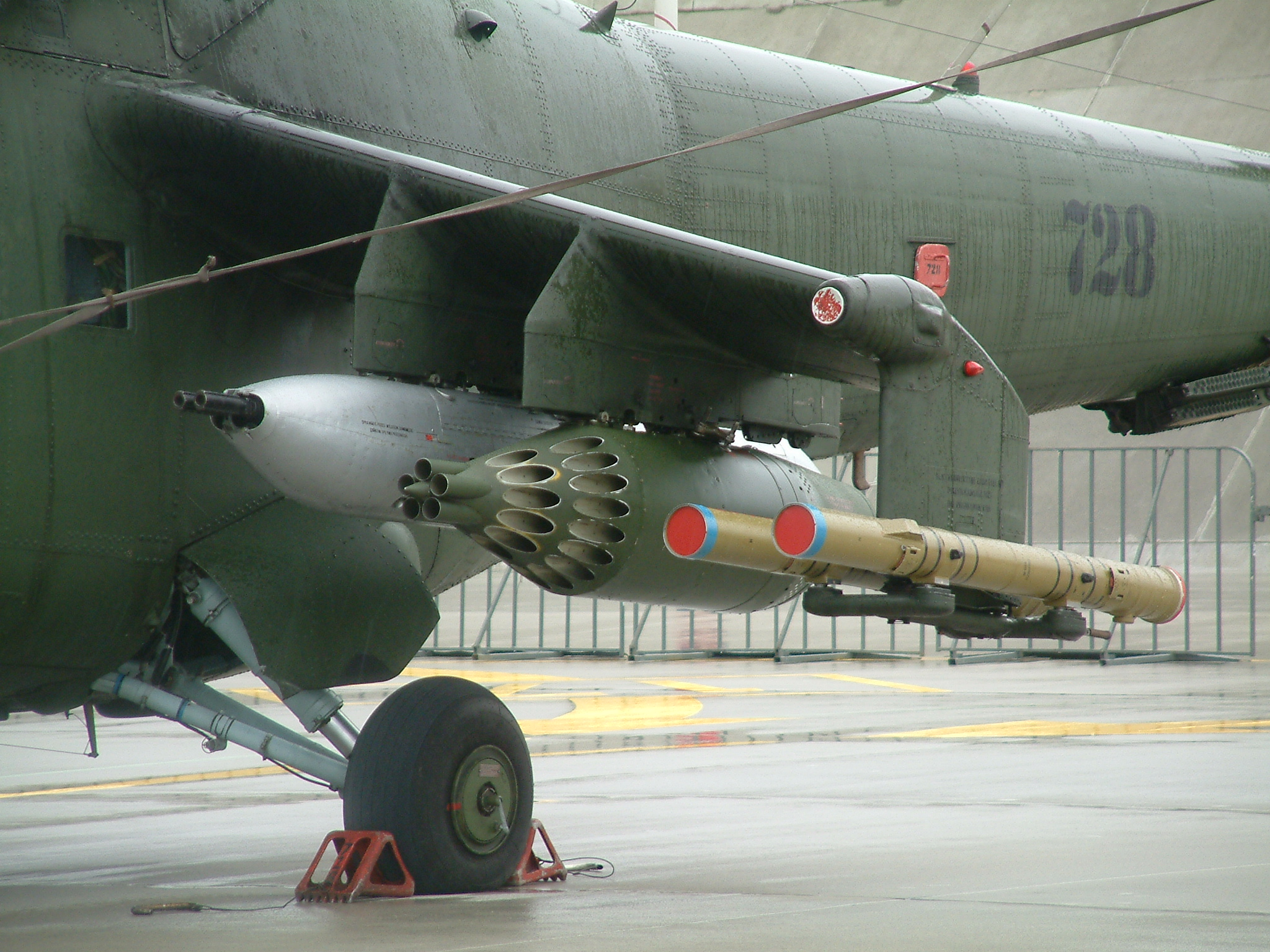
Ống phóng Shturm (phải) trên cánh một chiếc Mi-24

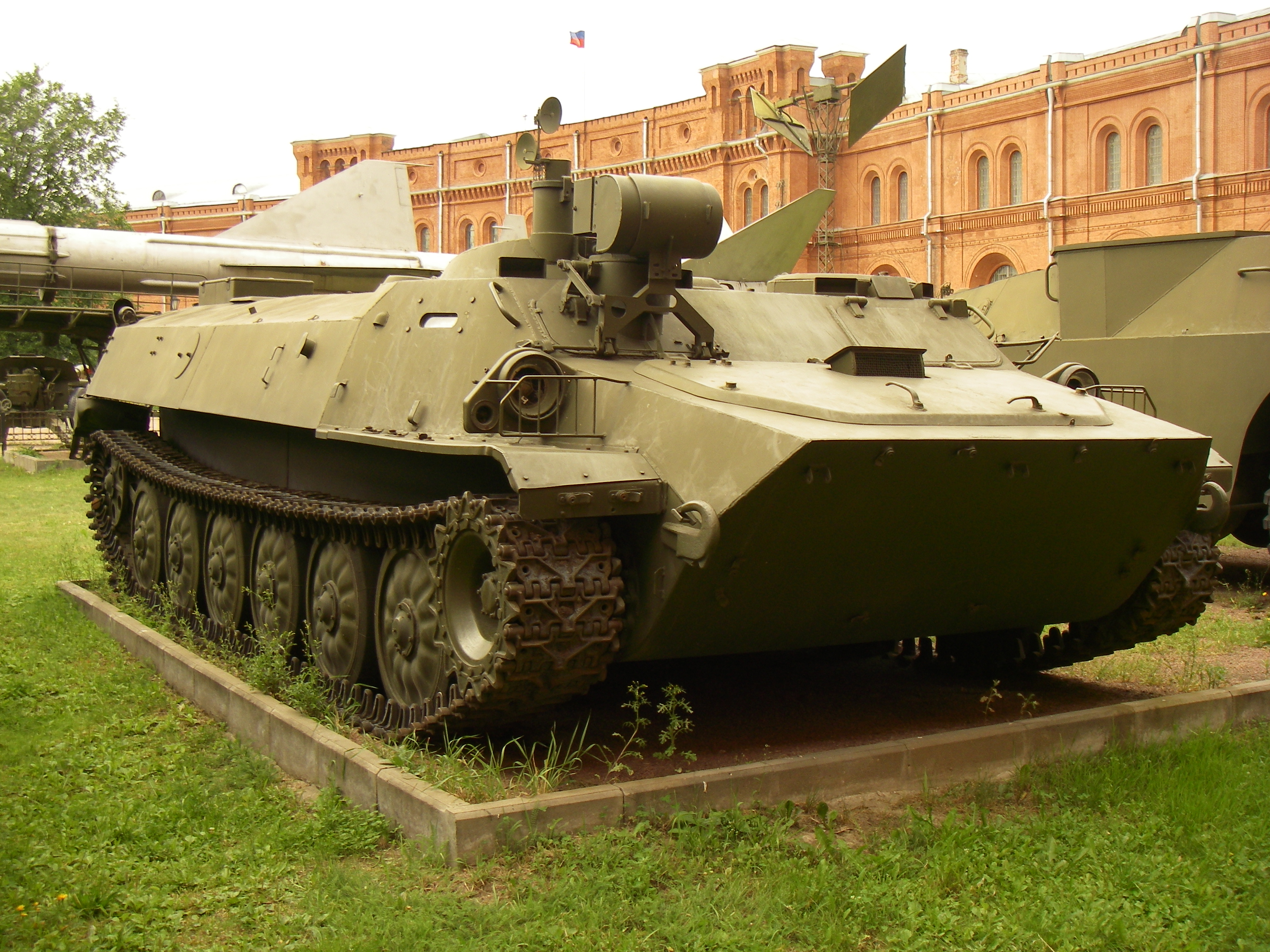
9P149 Shturm-S tại Bảo tàng Pháo binh Saint Petersburg

Tên lửa có thể được trang bị cho rất nhiều phương tiên, bao gồm trực thăng Mi-24V và từ năm 1979 trở về sau là MT-LB dựa trên kiểu xe diệt tăng 9P149. Ngoài ra còn một phiên bản hải quân của loại tổ hợp này, với thiết bị phóng gồm 6 tên lửa
Tên lửa được vận chuyển và phóng từ một ống nhựa gia cố thủy tinh. Tên lửa sử dụng một động cơ nhiên liệu rắn do Soyuz NPO chế tạo, với một tầng đẩy nhỏ để phóng tên lửa ra khỏi ống.
Tổ hợp này sử dụng kiểu dẫn hướng SACLOS, lệnh điều khiển được tuyền qua đường vô tuyến. Việc sử dụng kết nối vô tuyến cho phép tên lửa đi nhanh hơn và xa hơn so với việc dẫn hướng bằng dây. Đường vô tuyến sử dụng tần số VHF với 5 dải tần và 2 mã để giảm thiểu nguy cơ bị gây nhiễu từ quân địch. Tổ hợp còn bao gồm một kính ngắm ngày KPS-53AV với độ phóng đại 8 lần với một máy đo xa laser tích hợp. Sau khi tên lửa được phóng, xạ thủ giữ tâm kính ngắm vào mục tiêu cho đến khi tên lửa tiếp xúc đến mục tiêu. Lệnh lái tên lửa thích hợp được truyền đến tên lửa qua đường vô tuyến.
Tên lửa bay trên đường ngắm thẳng của xạ thủ đến mục tiêu. Với khoảng cách của mục tiêu xác định bằng máy đo xa laser, tên lửa đột ngột bay xuống mục tiêu ngay trước khi tiếp xúc. Tổ hợp 9K114 có thể trang bị cho các trực thăng bay chậm và thấp.
Các báo cáo của Liên Xô cho biết tỉ lệ tiêu diệt mục tiêu đạt 75-85% trong Chiến tranh Xô viết tại Afghanistan. Ngoài ra một cuộc thử nghiệm do Mil tiến hành tại Thụy Điển vào cuối năm 1995 khi sử dụng một chiếc Mi-28 A bắn tên lửa Shturm và Ataka đã cho kết quả tốt: lúc trực thăng đang bay lơ lửng một tên lửa Shturm được bắn vào một mục tiêu cách đó 900 m, và lúc trực thăng bay với vận tốc 200 km/h bắn tên lửa Ataka đến mục tiêu cách đó 4700 m. Cả hai tên lửa đều trúc mục tiêu trong phạm vi 1 m.
Có thể những vấn đề với các kiểu đầu tiên của tổ hợp đã được Nga khắc phục trong kiểu 9M114M1 (AT-6B) và 9M114M2 (AT-6C) vào năm 1994.
Giá xuất khẩu của tổ hợp này vào năm 1992 là 50.000 USD.

## Thông số chung (AT-6A Spiral)
- Dài: 1625 mm
- Sải cánh: 360 mm
- Đường kính: 130 mm
- Trọng lượng phóng: 31.4 kg
- Tốc độ: 345 m/s
- Tầm bắn: 400 m to 5 km
- Hệ dẫn hướng: qua đường vô tuyến - SACLOS
- Đầu nổ: 5.3 kg HEAT 560 mm chống giáp RHA Lưu trữ ngày 17 tháng 10 năm 2006 tại Wayback Machine

## Các kiểu
- 9M114 AT-6 Spiral Trang bị năm 1976.
  - 9M114 AT-6A Spiral Shturm SACLOS
    - 9M114M đầu nổ HEAT.
    - 9M114F đầu nổ Thermobaric.

  - 9M114M1 AT-6B Spiral Shturm SACLOS tầm bắn 6 km. Đầu nổ 7.4 kg.
  - 9M114M2 AT-6C Spiral Shturm SACLOS tầm bắn 7 km. Đầu nổ 7.4 kg.
- 9M120/9M120F/9A220O AT-9 Spiral-2 Shturm-VM - xem 9M120 Ataka-V

## Quốc gia sử dụng
Liên Xô cũ
 Bulgaria
 Czechoslovakia
 Czech Republic
 Indonesia
 Moldova
 Ba Lan
 Nga
 Iran
 Serbia
 Slovakia
 Liên Xô
 Belarus